# De Dion-Bouton Type D
La Type D era un'autovettura prodotta dal 1899 al 1900 dalla Casa automobilistica francese De Dion-Bouton.

## Storia e profilo

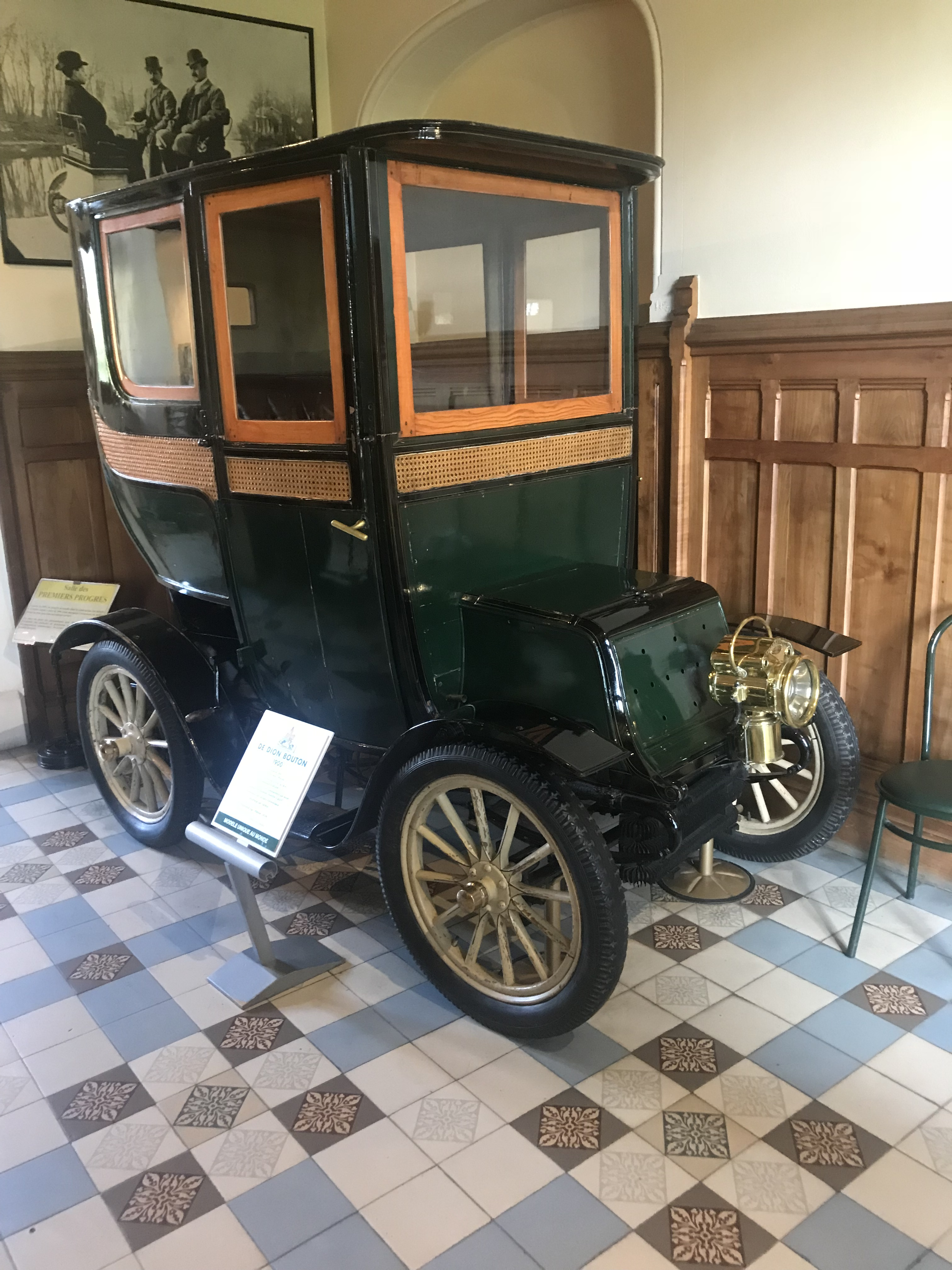
De Dion-Bouton Type D con carrozzeria chiusa

### Debutto
Si tratta della prima vettura progettata per essere prodotta e commercializzata, quindi non più un prototipo o un triciclo, ma una vera e propria autovettura costruita secondo gli standard dell'epoca. L'omologazione del primo esemplare si ebbe il 25 settembre 1899.

### Caratteristiche
La Type D era caratterizzata da molte delle soluzioni tecniche e strutturali tipiche delle autovetture di fine Ottocento, come ad esempio il motore montato posteriormente, la carrozzeria di tipo vis-à-vis (molto diffusa in quel periodo) e il piantone dello sterzo verticale. Il telaio era di tipo tubolare, con retrotreno ad assale rigido non molleggiato: a richiesta era disponibile un retrotreno progettato dalla Casa di Puteaux, noto ancora ai giorni nostri come ponte De Dion. L'impianto frenante era costituito da due comandi, uno che agiva sul differenziale e un altro che invece agiva con un ceppo sull'albero secondario di trasmissione. Non vi furono freni agenti sulle ruote. Il motore era un monocilindrico raffreddato ad acqua da 402 cm3 (alesaggio e corsa pari a 80 x 80 mm) in grado di erogare una potenza massima di 3,5 CV. Tale motore, come già detto, venne montato posteriormente, mentre il radiatore dell'acqua venne montato anteriormente, a sbalzo dell'avantreno. L'interfacciamento fra motore e ruote posteriori avveniva mediante un cambio manuale a 2 marce.
Oltre che in configurazione vis-à-vis, la Type D poteva essere carrozzata anche in altre configurazioni: alcuni esemplari, per esempio, vennero realizzati con carrozzeria chiusa.